# Rue Houzeau-Muiron
La  Houzeau-Muiron  est une voie de la commune de Reims, située au sein du département de la Marne, en région Grand Est.

## Situation et accès
La rue Houzeau-Muiron appartient administrativement au quartier centre-ville.
Elle relie les boulevards de la Paix et de Saint-Marceaux

## Origine du nom
Elle porte, depuis 1849, le nom de Jean Nicolas Houzeau-Muiron (1801-1844), ancien député de la Marne.

## Historique
Lors de son percement, elle portait le nom de « rue Houzeau » jusqu'en 1856 où elle prit sa dénomination actuelle.